# Dicranophragma (Dicranophragma) recurvatum
Dicranophragma (Dicranophragma) recurvatum is een tweevleugelige uit de familie steltmuggen (Limoniidae). De soort komt voor in het Oriëntaals gebied.